# Quaife R4 GTS
La Quaife R4 GTS è una vettura da competizione creata interamente dalla fabbrica Quaife per il campionato inglese di gran turismo, ovvero il British GT Championship.

## Descrizione
Si tratta di una vettura di categoria GT1 sviluppata per il campionato del 1998 fino a quello del 1999.
La sigla R4 si riferisce alle ruote motrici del veicolo ovvero 4; invece la sigla GTS sta ad indicare la tipologia di gran turismo spider.
Dato che lo sviluppo e la costruzione di questo veicolo è stato svolto da un'azienda operante nel settore di componenti meccaniche, la trasmissione è stata costruita interamente dalla Quaife.

## Caratteristiche tecniche
La Quaife R4 GTS monta delle sospensioni a doppio quadrilatero con asta di spinta entrobordo con doppia regolazione con ammortizzatori Koni in lega di magnesio ventilato, che incorpora un unico pezzo mozzo su cuscinetti a rulli conici Timken a stadio multiplo. Lo sterzo è a cremagliera.